# سوزان ماكماستر
سوزان ماكماستر (بالإنجليزية: Susan McMaster)‏ (1950)؛ كاتِبة وشاعرة كندية. درست في جامعة كارلتون.